# Camping World 400
Le Camping World 400 est une course automobile de voiture de stock-car, organisée chaque année par la NASCAR. La course compte pour le championnat des NASCAR Cup Series et se déroule sur le circuit Chicagoland Speedway de Joliet dans l'état de l'Illinois aux États-Unis.
Créée en 2001 sous le nom originel de Tropicana 400, cette épreuve change régulièrement de dénomination en fonction du sponsoring du nom.
Depuis 2011, elle avait lieu au mois de septembre et était la première course des playoffs de la Nascar Cup Series. Entre 2001 et 2010, la course a eu lieu en juillet et, entre 2008 et 2010, était courue de nuit.
Dès la saison 2018, à la suite d'un réalignement du calendrier, la course est à nouveau disputée au mois de juillet. La nouvelle course South Point 400 disputée sur le Las Vegas Motor Speedway devient la première course des playoffs de la Nascar Cup Series.
La course se dispute sur une distance de 400,5 milles (644,54 km).

## Histoire
En mai 2000, le circuit Chicagoland Speedway étant toujours en construction, la NASCAR annonce que le circuit accueillera une course des NASCAR Cup Series dès la saison 2001.
La société Tropicana Products est le premier sponsor du nom de l'événement de 2001 à 2004. Elle est remplacée entre 2005 et 2007 par la société USG Corporation, de 2008 à 2010 par la société LifeLock.com (en), de 2011 à 2013 par la GEICO Assurances, en 2014 et 2015 par Johnson & Johnson's Janssen Pharmaceutica, en 2016 et en 2017 par Nickelodeon via sa filiale Teenage Mutant Ninja Turtles, en 2018 par la société Overton's et finalement à partir de la saison 2019 par la société Camping World (en).
Kevin Harvick est le premier pilote à gagner deux courses consécutives (en 2001 et 2002). Tony Stewart détient le record du nombre de victoires sur ce circuit (3 victoires).

## Logos de la course

Entre 2008 et 2010
Entre 2011 et 2013
En 2016 et 2017
En 2018
Depuis 2019

## Palmarès

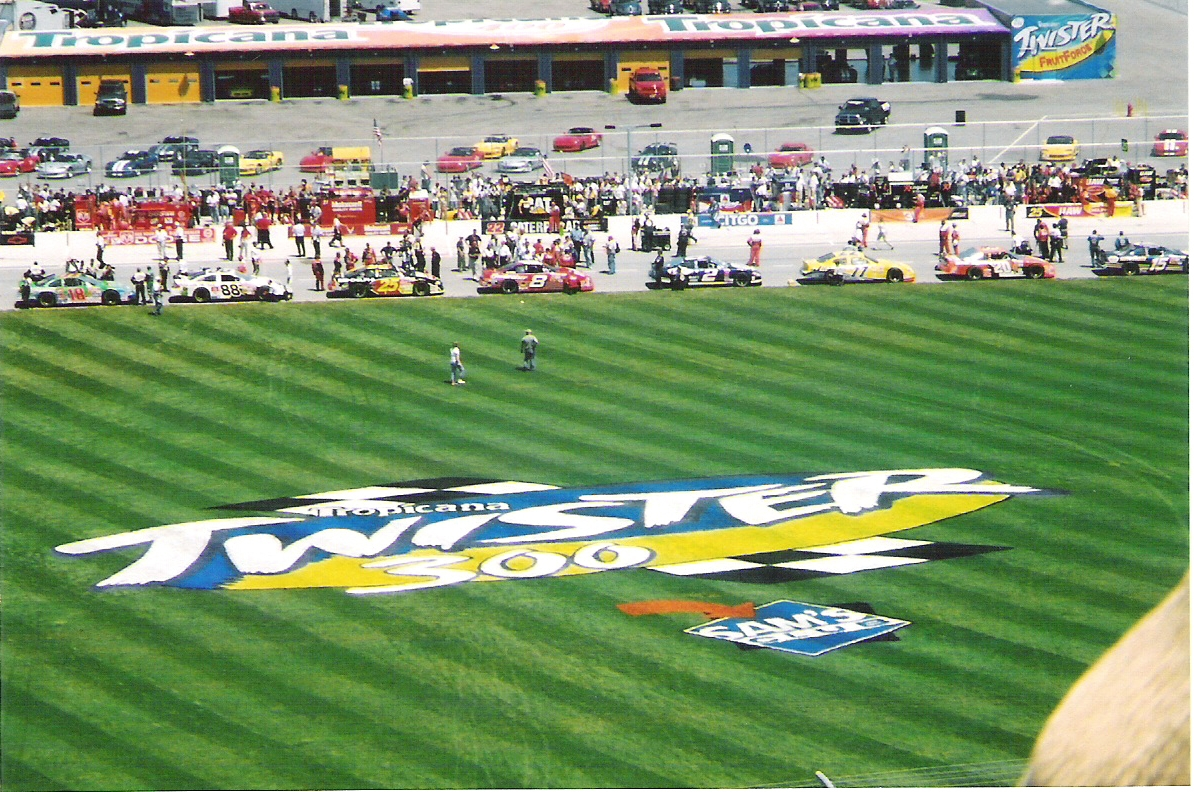
L'avant-course en 2002.
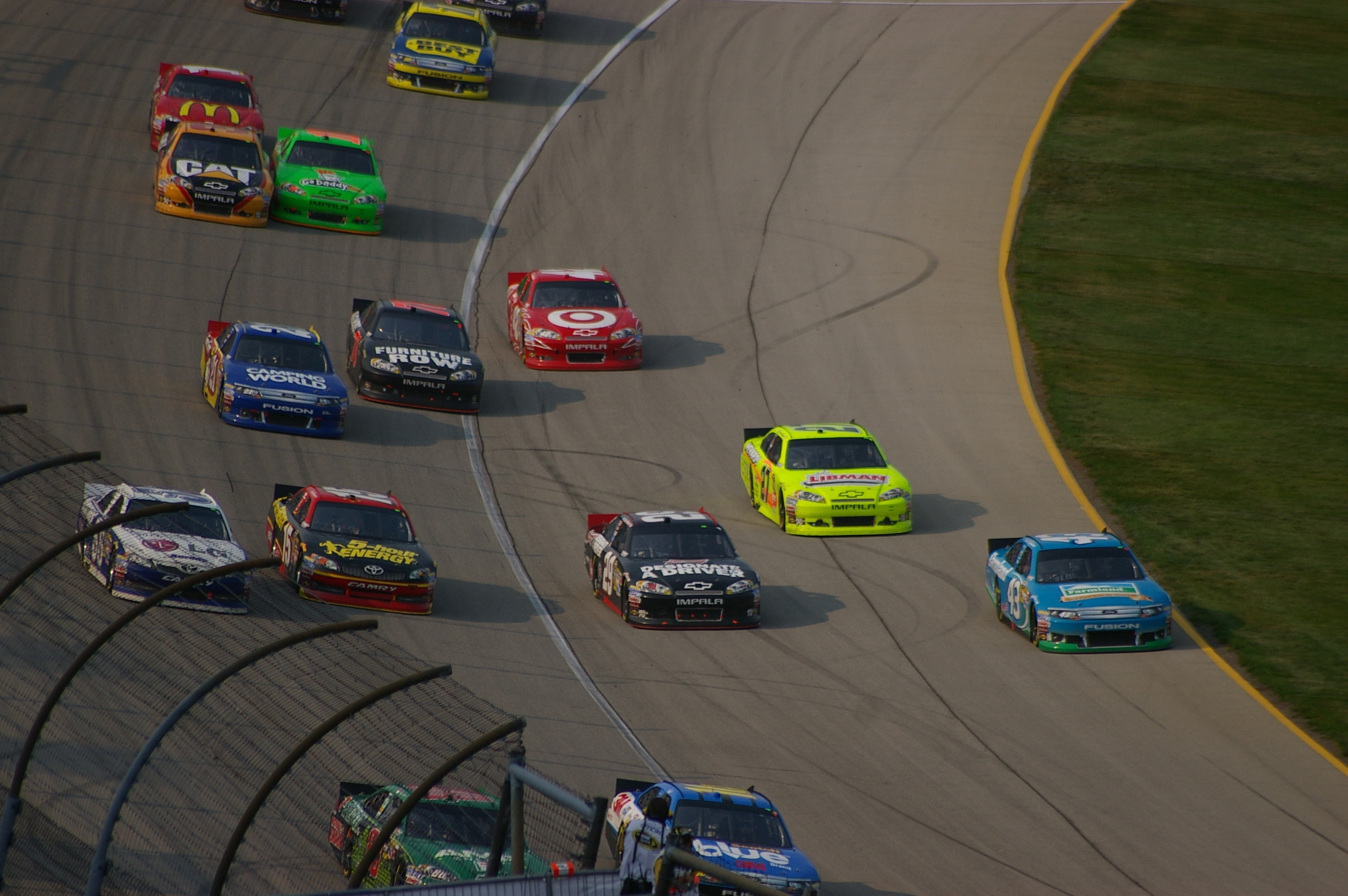
Course en 2012.

| Année | Date         | Pilote             | Écurie                   | Châssis   | Distance course | Distance course | Temps course    | Vitesse moyenne (mph) |
| ----- | ------------ | ------------------ | ------------------------ | --------- | --------------- | --------------- | --------------- | --------------------- |
| Année | Date         | Pilote             | Écurie                   | Châssis   | Tours           | Miles (km)      | Temps course    | Vitesse moyenne (mph) |
| 2001  | 15 juillet   | Kevin Harvick      | Richard Childress Racing | Chevrolet | 267             | 400,5 (644,542) | 3 h 18 min 16 s | 121,200               |
| 2002  | 14 juillet   | Kevin Harvick      | Richard Childress Racing | Chevrolet | 267             | 400,5 (644,542) | 2 h 55 min 37 s | 136,832               |
| 2003  | 13 juillet   | Ryan Newman        | Penske Racing            | Dodge     | 267             | 400,5 (644,542) | 2 h 59 min 15 s | 134,590               |
| 2004  | 11 juillet   | Tony Stewart       | Joe Gibbs Racing         | Chevrolet | 267             | 400,5 (644,542) | 3 h 05 min 33 s | 129,507               |
| 2005  | 10 juillet   | Dale Earnhardt Jr. | Dale Earnhardt, Inc.     | Chevrolet | 267             | 400,5 (644,542) | 3 h 08 min 16 s | 127,638               |
| 2006  | 9 juillet    | Jeff Gordon        | Hendrick Motorsports     | Chevrolet | 270             | 405 (651,784)   | 3 h 03 min 59 s | 132,077               |
| 2007  | 15 juillet   | Tony Stewart       | Joe Gibbs Racing         | Chevrolet | 267             | 400,5 (644,542) | 2 h 58 min 59 s | 134,258               |
| 2008  | 12 juillet   | Kyle Busch         | Joe Gibbs Racing         | Toyota    | 267             | 400,5 (644,542) | 2 h 59 min 20 s | 133,936               |
| 2009  | 11 juillet   | Mark Martin        | Hendrick Motorsports     | Chevrolet | 267             | 400,5 (644,542) | 2 h 59 min 39 s | 133,804               |
| 2010  | 10 juillet   | David Reutimann    | Michael Waltrip Racing   | Toyota    | 267             | 400,5 (644,542) | 2 h 45 min 34 s | 145,138               |
| 2011  | 19 septembre | Tony Stewart       | Stewart-Haas Racing      | Chevrolet | 267             | 400,5 (644,542) | 2 h 47 min 41 s | 143,306               |
| 2012  | 16 septembre | Brad Keselowski    | Penske Racing            | Dodge     | 267             | 400,5 (644,542) | 2 h 47 min 37 s | 143,363               |
| 2013  | 15 septembre | Matt Kenseth       | Joe Gibbs Racing         | Toyota    | 267             | 400,5 (644,542) | 3 h 10 min 56 s | 125,855               |
| 2014  | 14 septembre | Brad Keselowski    | Team Penske              | Ford      | 267             | 400,5 (644,542) | 2 h 48 min 50 s | 142,330               |
| 2015  | 20 septembre | Denny Hamlin       | Joe Gibbs Racing         | Toyota    | 267             | 400,5 (644,542) | 2 h 51 min 30 s | 140,117               |
| 2016  | 20 septembre | Martin Truex Jr.   | Furniture Row Racing     | Toyota    | 270             | 405 (651,784)   | 2 h 47 min 24 s | 145,161               |
| 2017  | 17 septembre | Martin Truex Jr.   | Furniture Row Racing     | Toyota    | 267             | 400,5 (644,542) | 2 h 45 min 16 s | 145,401               |
| 2018  | 1er juillet  | Kyle Busch         | Joe Gibbs Racing         | Toyota    | 267             | 400,5 (644,542) | 2 h 50 min 52 s | 140,636               |
| 2019  | 30 juin      | Alex Bowman        | Hendrick Motorsports     | Chevrolet | 267             | 400,5 (644,542) | 2 h 50 min 49 s | 140,677               |

1. 1 2  Course prolongée en raison d'une arrivée Green-white-checker.
2. ↑  Course retardée d'une journée en raison de la pluie
3. ↑  Course interrompue pendant 5 heures et 10 minutes après 109 tours pour cause de pluie.

### Statistiques par pilotes
| Nbr. | Pilote           | Saisons          |
| ---- | ---------------- | ---------------- |
| 3    | Tony Stewart     | 2004, 2007, 2011 |
| 2    | Kevin Harvick    | 2001, 2002       |
| 2    | Brad Keselowski  | 2012, 2014       |
| 2    | Martin Truex Jr. | 2016, 2017       |
| 2    | Kyle Busch       | 2008, 2018       |

### Statistiques par écuries
| Nbr. | Écurie                   | Saisons                            |
| ---- | ------------------------ | ---------------------------------- |
| 6    | Joe Gibbs Racing         | 2004, 2007, 2008, 2013, 2015, 2018 |
| 3    | Team Penske              | 2003, 2012, 2014                   |
| 3    | Hendrick Motorsports     | 2006, 2009, 2019                   |
| 2    | Richard Childress Racing | 2001, 2002                         |
| 2    | Furniture Row Racing     | 2016, 2017                         |

### Statistiques par marques
| Nbr. | Marque    | Saisons                                              |
| ---- | --------- | ---------------------------------------------------- |
| 9    | Chevrolet | 2001, 2002, 2004, 2005, 2006, 2007, 2009, 2011, 2019 |
| 7    | Toyota    | 2008, 2010, 2013, 2015, 2016, 2017, 2018             |
| 2    | Dodge     | 2003, 2012                                           |
| 1    | Ford      | 2014                                                 |